# Всесвітня Федерація Котів
Всесвітня Федерація Котів (англ. World Cat Federation, WCF) — об'єднання фелінологічних клубів. Створена в Ріо-де-Жанейро (Бразилія) у 1988 році трьома клубами любителів кішок; наразі штаб-квартира знаходиться в Ессені (Німеччина). Всесвітня федерація котів зареєстрована як європейська організація в Німеччині та Бельгії. До її складу входять понад 540 клубів любителів котів з різних країн.

## Історія створення
Всесвітня федерація котів була створена в 1988 році в Ріо-де-Жанейро трьома клубами, які були незадоволені малою демократичністю існували на той момент федерацій.

## Структура
В даний час Всесвітня Федерація Котів 280 окремих організацій, розподілених по всьому світу, включаючи США.
Члени федерації — фінансово та організаційно незалежні громадські організації, які є прямими членами федерації. При вступі вони отримують право використовувати символіку федерації, після попереднього отримання ліцензії (на проведення виставок) проводити виставки котів, видавати родоводи з символікою федерації.
Федерація є відкритою і демократичною організацією. Вона визнає багато фелінологічні систем світу, їх суддів і родоводи.
Серед партнерів федерації TICA (США), FIFe (Чехія), GCCF (Велика Британія) і CFA (США); тому судді цих організацій часто беруть участь в виставках федерації.
Президент федерації Аннеліз Хакман є депутатом Європарламенту. У зв'язку з цим федерація бере активну участь в обговоренні європейського законодавства з питань, що стосуються тварин.
Штаб-квартира знаходиться в Ессені (Німеччина), зареєстрована як європейська організація в Німеччині та Бельгії. Офіційні мови WCF: німецька, англійська та французька.
Правління федерації - міжнародний орган, що складається з:
- Аннеліз Хакман (англ. Aneliese Hackmann, Ессен, Німеччина) — президент,
- Тетяна Чернова  (англ. Tatjana Cernova, Рига, Латвія) — робоча група секретаріату (Відповідальна за: Білорусь, Росія, Казахстан і Киргизстан,всі спільні шоу.)
- Брігітта Пеперман (англ. Brigitte Pepermans, Антверпен, Бельгія)  - робоча група секретаріату (Відповідальна за: Європа, Північна та Південна Америка, Близький Схід і Південна Африка.)
- Qing Li  (англ. Qing Li, Берлін, Німеччина)  - робоча група секретаріату (Відповідальний за: азійський регіон, всі дисциплінарні провадження.)
- Корнелія Хунгерекер (англ. Cornelia Hungerecker, Ессен, Німеччина) — фінансовий директор,
- Пауло Руши (англ. Paulo S. Ruschi, Нью-Йорк, США) — почесний президент,
- Ян Лаврєнт`єв  (англ. Yan Lavrentyev, Рига, Латвія) - 2-й віце-президент,
- Войцех-Альберт Курковські (англ. Wojciech-Albert Kurkowski, Заковіце, Польща) - 1-й віце-президент.

У федерації також працює чотири комісії: дисциплінарна стандартна, дисциплінарна суддівська, ревізійна, виставкова.
Федерація співпрацює з іншими міжнародними фелінологічними федераціями і є членом Всесвітнього Фелінологічного Конгресу.

### Функції федерації
Федерація здійснює наступні напрямки діяльності:
- реєстрація розплідників;
- навчання та ліцензування суддів;
- розробка та затвердження стандартів порід;
- надання виставкових ліцензій;
- контроль за дотриманням виставкових правил;
- встановлення міжнародних зв'язків.

## Виставкова діяльність
В рік федерація  проводить близько трьохсот виставок.
Одними з найпоширеніших порід на виставках федерації є перська і британська короткошерста, однак розкид досить великий.

## Визнання титулів
СТАТУС ЧЕМПІОНА НА ВИСТАВКАХ WCF
Для всіх порід/забарвлень, визнаних/попередньо визнаних WCF
Для всіх порід/забарвлень, визнаних одним членом WCC
(Міжнародні організації CFA -FIFE – TICA; національні організації ACF – CCCA – GCCF – NZCF – SACC)
Для всіх порід/забарвлень, визнаних партнером WCF по співпраці (LOOF)

## СТАТУС РОДОВОДУ В WCF
Усі визнані WCF породи та забарвлення отримують повні родоводи
Всі інші отримують родоводи “RIEX”.
Усі породи, які не можна знайти в КОДІ WCF EMS, є «НЕВИЗНАНИМИ ПОРОДАМИ»

## WCF EMS КОД
https://wcf.de/en/wcf-ems-code/#
| BREED NAME                                                                    | CODE    | RECOGNIZED BY                                                                                                |
| ----------------------------------------------------------------------------- | ------- | --- |
| CATEGORY 1 - LONGHAIR                                                         |         | |
| Chinchilla Longhair                                                           | CHL     | SACC |
| British Longhair                                                              | BLH     | WCF - FIFE - TICA - GCCF - SACC - LOOF                                                                       |
| Deutsch Langhaar                                                              | DLH     | WCF |
| Highland Fold (Scottish Fold Longhair)                                        | SFL     | WCF - CFA - TICA - ACF - CCCA - NZCF - SACC - LOOF                                                           |
| Minuet Longhair                                                               | MIL     | WCF - TICA                                                                                                   |
| Original Longhair                                                             | TLH     | WCF |
| Persian / Colourpoint Himalayan                                               | PER     | ALL |
| Selkirk Rex Longhair                                                          | SRL     | ALL |
| CATEGORY 2 - SEMILONGHAIR                                                     |         | |
| American Bobtail                                                              | ABL     | WCF - CFA - TICA - LOOF                                                                                      |
| American Curl Longhair                                                        | ACL     | WCF - CFA - FIFE - TICA - ACF - CCCA - NZCF - LOOF                                                           |
| Aphrodite's Giant                                                             | APL     | WCF - ACF |
| Asian Longhair                                                                | ALH     | GCCF - NZCF - SACC - LOOF                                                                                    |
| Bengal Longhair (Cashmere)                                                    | CAM     | WCF - TICA - NZCF                                                                                            |
| Burmese Longhair (Tiffany)                                                    | TIF     | NZCF - SACC                                                                                                  |
| Burmilla Longhair                                                             | BML     | TICA - ACF - NZCF - SACC                                                                                     |
| Cornish Rex Longhair (Californian Rex)                                        | CLX     | LOOF |
| Cymric                                                                        | CYM     | WCF - FIFE - TICA - ACF - CCCA - NZCF - SACC - LOOF                                                          |
| Japanese Bobtail Longhair                                                     | JBL     | WCF - TICA - ACF - CCCA - NZCF - SACC - LOOF                                                                 |
| Karelian Bobtail Longhair                                                     | KAL     | WCF |
| Kurilian Bobtail Longhair                                                     | KBL     | WCF - FIFE - TICA - LOOF                                                                                     |
| LaPerm Longhair                                                               | LPL     | WCF - FIFE - TICA - ACF - CCCA -GCCF - SACC - LOOF                                                           |
| Maine Coon                                                                    | MCO     | ALL |
| Maine Coon Polydactyl                                                         | POL     | TICA |
| Munchkin Longhair                                                             | MNL     | WCF - TICA - CCCA - SACC - LOOF                                                                              |
| Nebelung (Russian Blue Longhair)                                              | NEB     | WCF - TICA - GCCF - LOOF                                                                                     |
| Norwegian Forest Cat                                                          | NFO     | ALL |
| Pixiebob Longhair                                                             | PXL     | WCF - TICA - ACF - LOOF                                                                                      |
| Ragamuffin                                                                    | RGM     | WCF - CFA - GCCF                                                                                             |
| Ragdoll                                                                       | RAG     | ALL |
| Sacred Birman                                                                 | SBI     | ALL |
| Siberian Cat / Neva Masquerade                                                | SIB     | ALL |
| Somali                                                                        | SOM     | ALL |
| Turkish Angora                                                                | TUA     | WCF - CFA - FIFE - TICA - ACF - CCCA - NZCF - LOOF                                                           |
| Turkish Van                                                                   | TUV     | ALL |
| Ural Rex Longhair                                                             | URL     | WCF |
| York Chocolate                                                                | YOR     | WCF - LOOF                                                                                                   |
| CATEGORY 3 - SHORTHAIR                                                        |         | |
| Abyssinian                                                                    | ABY     | ALL |
| American Bobtail                                                              | ABS     | WCF - CFA - TICA - LOOF                                                                                      |
| American Curl                                                                 | ACS     | WCF - CFA - FIFE - TICA - ACF - CCCA - SACC - LOOF                                                           |
| American Shorthair                                                            | ASH     | WCF - CFA - TICA - ACF - CCCA - SACC - LOOF                                                                  |
| American Wirehair                                                             | AWH     | WCF - CFA - TICA - SACC - LOOF                                                                               |
| Anatoli                                                                       | ANA     | WCF |
| Aphrodite's Giant Shorthair                                                   | APS     | WCF - ACF |
| Arabian Mau                                                                   | ARM     | WCF |
| Asian                                                                         | ASI     | GCCF - SACC - LOOF                                                                                           |
| Australian Mist                                                               | AUM     | WCF - TICA - ACF - CCCA - GCCF - SACC                                                                        |
| Aztek                                                                         | AZT     | GCCF |
| Bengal                                                                        | BEN     | ALL |
| Bombay                                                                        | BOM     | WCF - CFA - TICA - ACF - CCCA - NZCF - LOOF                                                                  |
| Brasilian Shorthair                                                           | BSH     | WCF |
| British Shorthair                                                             | BRI     | ALL |
| Burmese American                                                              | AMB     | WCF - CFA - TICA - LOOF                                                                                      |
| Burmese European                                                              | BUR     | WCF - CFA - FIFE - ACF - CCCA - GCCF - NZCF - SACC- LOOF                                                     |
| Burmilla                                                                      | BMS     | CFA - FIFE - TICA - ACF - CCCA - NZCF - SACC - LOOF                                                          |
| Celtic / European Shorthair                                                   | KKH     | WCF - FIFE (EUR) - LOOF                                                                                      |
| Ceylon                                                                        | CEY     | WCF - LOOF                                                                                                   |
| Chartreux                                                                     | CHA     | WCF - CFA - FIFE - TICA - LOOF                                                                               |
| Chausie                                                                       | CHS     | WCF - TICA                                                                                                   |
| Cornish Rex                                                                   | CRX     | ALL |
| Devon Rex                                                                     | DRX     | ALL |
| Egyptian Mau                                                                  | MAU     | CFA - FIFE - TICA - ACF - CCCA - GCCF - NZCF - SACC - LOOF                                                   |
| Exotic Shorthair                                                              | EXO     | ALL |
| German Rex                                                                    | GRX     | WCF - FIFE - LOOF                                                                                            |
| Japanese Bobtail                                                              | JBT     | WCF - CFA - FIFE - TICA - ACF - CCCA - NZCF - SACC - LOOF                                                    |
| Kanaani                                                                       | KAN     | WCF |
| Karelian Bobtail                                                              | KAS     | WCF |
| Korat                                                                         | KOR     | WCF - CFA - FIFE - TICA - ACF - CCCA - SACC - LOOF                                                           |
| Kurilian Bobtail                                                              | KBS     | WCF - FIFE - TICA - LOOF                                                                                     |
| La Perm                                                                       | LPS     | ALL |
| Lykoi                                                                         | LYS     | WCF - CFA - TICA - ACF – CCCA - LOOF                                                                         |
| Manx                                                                          | MAN     | ALL |
| Minuet                                                                        | MIS     | WCF - TICA                                                                                                   |
| Munchkin                                                                      | MNS     | WCF - TICA - CCCA - SACC - LOOF                                                                              |
| Ocicat                                                                        | OCI     | WCF - CFA - FIFE - TICA - ACF - CCCA - GCCF - NZCF - LOOF                                                    |
| Pixiebob                                                                      | PXS     | WCF - TICA - ACF - LOOF                                                                                      |
| Russian Blue                                                                  | RUS     | blue: ALL / white & black: only WCF - ACF–CCCA–GCCF–NZCF                                                     |
| Savannah                                                                      | SAV     | WCF - TICA                                                                                                   |
| Scottish Fold                                                                 | SFS     | WCF - CFA - TICA - ACF - CCCA - NZCF - SACC - LOOF                                                           |
| Selkirk Rex                                                                   | SRX     | ALL |
| Singapura                                                                     | SIN     | WCF - CFA - FIFE - TICA - ACF - CCCA - NZCF - SACC - LOOF                                                    |
| Snowshoe                                                                      | SNO     | WCF - FIFE - TICA - ACF - CCCA -GCCF - LOOF                                                                  |
| Sokoke                                                                        | SOK     | FIFE - GCCF - LOOF                                                                                           |
| Toyger                                                                        | TOY     | WCF - TICA - GCCF - NZCF                                                                                     |
| Ural Rex                                                                      | URX     | WCF |
| CATEGORY 4 - ORIENTAL GROUP                                                   |         | |
| Colourpoint Shorthair                                                         | COS     | CFA |
| Foreign White Shorthair (Siamese)                                             | SIA w   | WCF - ACF - CCCA                                                                                             |
| Foreign White Longhair (Balinese)                                             | BAL w   | WCF - ACF - CCCA                                                                                             |
| Havana (Suffolk / Havana Brown)                                               | HAV     | WCF - TICA - GCCF(SUF) – LOOF (HAV)                                                                          |
| Khao Manee                                                                    | KAM     | WCF - CFA - TICA                                                                                             |
| Mekong Bobtail                                                                | MBT     | WCF |
| Oriental Longhair (Mandarin)                                                  | OLH     | ALL |
| Oriental Shorthair                                                            | OSH     | ALL |
| Siamese                                                                       | SIA     | ALL |
| Siamese Longhair (Balinese)                                                   | BAL     | WCF - CFA - FIFE - TICA - ACF - CCCA - NZCF - SACC - LOOF                                                    |
| Thai                                                                          | THA     | WCF - FIFE - TICA - GCCF - LOOF                                                                              |
| Tonkinese                                                                     | TON     | WCF - CFA - TICA - ACF - CCCA - GCCF - NZCF – SACC - LOOF                                                    |
| Tonkinese Longhair (Tibetan)                                                  | TOL     | LOOF |
| Toy Bob                                                                       | TOB     | WCF |
| CATEGORY 5 - HAIRLESS                                                         |         | |
| Canadian Sphynx                                                               | SPH     | ALL |
| Don Sphynx (Donskoy)                                                          | DSX     | WCF - FIFE - TICA - SACC - LOOF                                                                              |
| Peterbald                                                                     | PBD     | WCF - FIFE - TICA - ACF - CCCA - SACC - LOOF                                                                 |
| CATS WITHOUT PEDIGREE                                                         |         | |
| Household Pet Shorthair                                                       | HPS     | |
| Household Pet Longhair                                                        | HPL     | |
| PROVISIONALLY RECOGNIZED BREEDS                                               |         | |
| Transylvanian                                                                 | TRA-non | WCF |
| PROVISIONALLY RECOGNIZED COLOURS                                              |         | |
| carnelian                                                                     | z       | Only for KBS/KBL ( basic colours black & blue)                                                               |
| COLOUR VARIETIES ADDITIONAL TO BASIC COLOUR IN THE PROCESS OF RECOGNITION     |         | |
| Flaxen Gold                                                                   | v       | Only BRI/BLH and SFS/SFL                                                                                     |
| NON RECOGNIZED BREEDS                                                         |         | |
| non recognized Longhair                                                       | XLH     | |
| non recognized Shorthair                                                      | XSH     | |
| non recognized Hairless                                                       | XHL     | |
| NON RECOGNIZED EYE COLOURS                                                    |         | |
| blue *                                                                        | x 69    | In cats without white or when the white part has no connection to the eyes                                   |
| BASIC COLOURS                                                                 |         | |
| COLOUR                                                                        | CODE    | COLOUR |
| black                                                                         | n       | Also: seal - brown - ruddy - sable – ebony - roan                                                            |
| blue                                                                          | a       | |
| chocolate                                                                     | b       | Also: havanna                                                                                                |
| lilac                                                                         | c       | Also: lavender                                                                                               |
| red                                                                           | d       | |
| cream                                                                         | e       | |
| black tortie                                                                  | f       | Also: patched - tortoiseshell based on black                                                                 |
| blue tortie                                                                   | g       | Also: patched - tortoiseshell based on blue                                                                  |
| chocolate tortie                                                              | h       | Also: patched - tortoiseshell based on chocolate                                                             |
| lilac tortie                                                                  | j       | Also: patched - tortoiseshell based on lilac                                                                 |
| cinnamon                                                                      | o       | Also: sorrel for ABY                                                                                         |
| fawn                                                                          | p       | Also: peach for AUM                                                                                          |
| cinnamon tortie                                                               | q       | Also: patched - tortoiseshell based on cinnamon                                                              |
| fawn tortie                                                                   | r       | Also: patched - tortoiseshell based on fawn                                                                  |
| white                                                                         | w       | |
| unrecognized colour in certain breeds                                         | x       | |
| COLOUR VARIETIES ADDITIONAL TO BASIC COLOUR                                   |         | |
| silver                                                                        | s       | white banding (in red/cream = cameo; for all colours without tabby = smoke)                                  |
| amber                                                                         | t       | only for NFO                                                                                                 |
| charcoal *                                                                    | nt      | only for BEN (Only recognized in TICA, FIFe, CFA, ACF)                                                       |
| sunshine                                                                      | u       | only for SIB                                                                                                 |
| golden                                                                        | y       | apricot banding                                                                                              |
| DILUTE MODIFIER COLOURS                                                       |         | |
| caramel                                                                       | m       | Only for AUM, based on blue (am), lilac (cm) and fawn (pm)                                                   |
| AMOUNTS OF WHITE                                                              |         | |
| van                                                                           | 01      | 1/8 colour only head and tail 7/8 white                                                                      |
| harlequin                                                                     | 02      | 1/6 colour 5/6 white                                                                                         |
| bicolour                                                                      | 03      | 1/3 till 1/2 white                                                                                           |
| mitted                                                                        | 04      | only for RAG                                                                                                 |
| snowshoe                                                                      | 05      | only for SNO                                                                                                 |
| medaillon - locket – bikini - toes/paws                                       | 09      | in breeds where any amount of white is permitted, up to a maximum of ¼ white, no limit on where the white is |
| PATTERNS                                                                      |         | |
| shaded                                                                        | 11      | 2/3 silver 1/3 tipped                                                                                        |
| shell                                                                         | 12      | 7/8 silver 1/8 tipped chinchilla                                                                             |
| tabby                                                                         | 21      | if the markings cannot be specified, only in 01/02/32/33 and SPH, DSX, PBD                                   |
| classic                                                                       | 22      | blotched – marbled                                                                                           |
| mackerel                                                                      | 23      | stripes |
| spotted                                                                       | 24      | rosetted |
| ticked                                                                        | 25      | each hair banded                                                                                             |
| grizzled ticked                                                               | 26      | only for CHS                                                                                                 |
| karpati *                                                                     | 28      | only for Household Pets and breeds, that can be mated with Household Pets (recognized in ACF, GCCF)          |
| roan                                                                          | 29      | Only for LYS, basic colour black                                                                             |
| POINTED                                                                       |         | |
| sepia                                                                         | 31      | Burmese pointed                                                                                              |
| mink                                                                          | 32      | Tonkinese pointed                                                                                            |
| himalayan                                                                     | 33      | Siamese pointed                                                                                              |
| EYE COLOURS                                                                   |         | |
| blue eyed                                                                     | 61      | |
| orange eyed                                                                   | 62      | |
| odd eyed                                                                      | 63      | one blue – the other green, yellow or orange                                                                 |
| green eyed                                                                    | 64      | |
| golden (to orange)                                                            | 65      | Burmese eye colour                                                                                           |
| aquamarine/turquoise                                                          | 66      | Tonkinese eye colour                                                                                         |
| dark blue                                                                     | 67      | Siamese eye colour                                                                                           |
| BREED SPECIFIC                                                                |         | |
| rumpy                                                                         | 51      | Manx without tail                                                                                            |
| rumpy riser                                                                   | 52      | Manx with tail approach                                                                                      |
| stumpy                                                                        | 53      | Manx with short tail (less than 3 cm)                                                                        |
| longie*                                                                       | 54      | Manx with tail (more than 3 cm)                                                                              |
| straight ears                                                                 | 71      | only for SFS - SFL                                                                                           |
| longhair*                                                                     | 81      | only DSP - PBD                                                                                               |
| shorthair*                                                                    | 82      | only DSP - PBD                                                                                               |
| brushed coat*                                                                 | 83      | only DSP - PBD                                                                                               |
| straight coat*                                                                | 84      | |
| velour coat                                                                   | 85      | only DSP - PBD                                                                                               |
| normal toes                                                                   | 90      | only PIX / POL                                                                                               |
| polydactyl front paws                                                         | 91      | only PIX / POL                                                                                               |
| polydactyl hind paws                                                          | 92      | only PIX / POL                                                                                               |
| polydactyl all 4 paws                                                         | 93      | only PIX / POL                                                                                               |
| long legs*                                                                    | 97      | only MNS / MNL                                                                                               |
| * not for show - no championship status - only to create the pedigree correct |         | |

Please note:
Individual EMS codes will always be separated from each other by a space, unless specifically indicated otherwise.
Individual numerical EMS codes are always to use in ascending order.

## Критика діяльності федерації
Федерація критикується за непрозорість управління. Стверджується, що російські клуби складаючи більшість в організації, не мають реальної можливості впливати на її діяльність.